# Golubka
Golubka est un village polonais de la gmina d'Kalinowo, dans le powiat d'Ełk, voïvodie de Varmie-Mazurie, au nord-est du pays.
Sa population s'élève à 1 200 habitants.